# 挪用 (艺术)

《L.H.O.O.Q.》，1919，马赛尔·杜尚

挪用（Appropriation）在艺术领域的含义就是利用预先存在的对象或图像，对它们没有或很少转换之后用于新的创作。 使用挪用创作手法在艺术历史（文学、视觉艺术、音乐及表演艺术等）上发挥了重要作用。在视觉艺术领域，挪用意味着对人造视觉文化的整体或部分样本进行适当地采用、借用或循环利用。在这个方面可以关注马赛尔·杜尚的现成物艺术品。

### 文献
Juan Martín Prada. . Fundamentos. 2001. ISBN 9788424508814.

## 延伸阅读
- Brandon Taylor. . 伦敦: THAMES & HUDSON. 2004-11: 224. ISBN 9780500238165.

- Margot Lovejoy. . 伦敦: 罗德里奇. 2004-05-10: 376. ISBN 9780415307819.